# Angelo Colombo
Angelo Colombo (Mezzago, 24 de fevereiro de 1961) é um ex-futebolista profissional italiano que atuava como meia.

## Carreira
Colombo se profissionalizou no Monza.

## Seleção
Angelo Colombo integrou a Seleção Italiana de Futebol nos Jogos Olímpicos de 1988, de Seul.